# Itatiaia
Itatiaia è un comune del Brasile nello Stato di Rio de Janeiro, parte della mesoregione del Sul Fluminense e della microregione della Vale do Paraíba Fluminense.

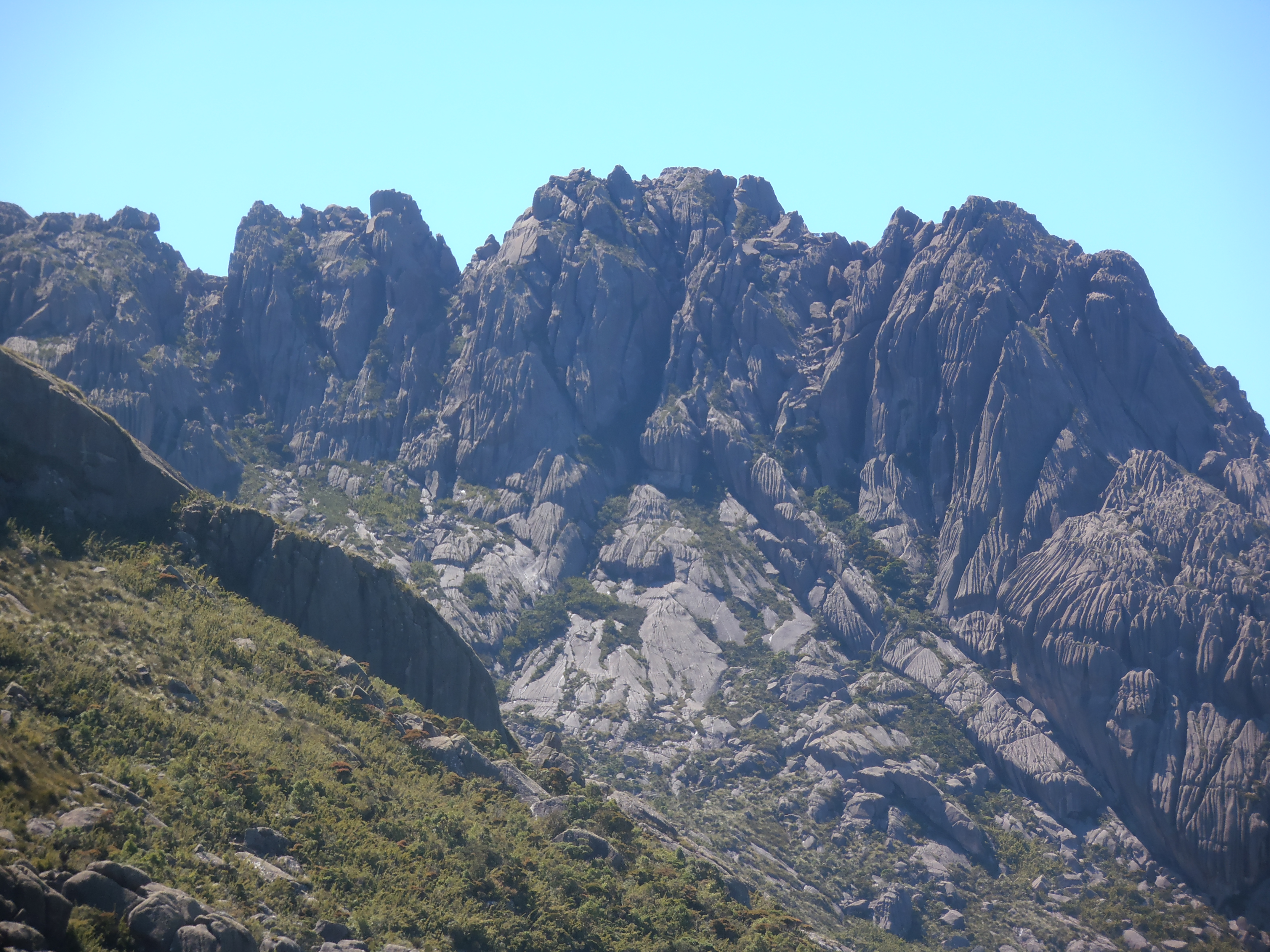
Pico das Agulhas Negras

Vi si trova il parco nazionale più vecchio del Brasile, il Parco nazionale di Itatiaia (300 km² di superficie) creato nel 1937, dove si trova il Pico das Agulhas Negras che con 2.791 m s.l.m. è la vetta più alta dello Stato di Rio de Janeiro.